# Symphonia verrucosa
Symphonia verrucosa är en tvåhjärtbladig växtart som först beskrevs av Hils., Amp; Boj., Jules Émile Planchon och Triana, och fick sitt nu gällande namn av Vesque. Symphonia verrucosa ingår i släktet Symphonia och familjen Clusiaceae. Inga underarter finns listade i Catalogue of Life.